# Холанд Роден
Холанд Мари Роден (енгл. Holland Marie Roden; Далас, 7. октобар 1986) америчка је глумица. Позната је по улози Лидије Мартин у серији Млади вукодлак (2011—2017).

## Биографија
Рођена је 7. октобра 1986. године у Даласу, где је завршила приватну школу за девојке. Потиче из породице лекара, а дипломирала је молекуларну биологију и женске студије на Универзитету Калифорније. Такође је провела три и по године у предмедицинском образовању са намером да постане кардиоторакални хирург пре него је почела да се бави глумом.

## Филмографија

### Филм
| Улоге Холанд Роден |                               |               |               |          |
| Година             | Српски назив                  | Изворни назив | Улога         | Напомена |
| 2009.              | Сви у напад: Борба до краја   |               | Скај          |          |
| 2021.              | Бекство из собе 2: Без излаза |               | Рејчел Елис   |          |
| 2023.              | Млади вукодлак: Филм          |               | Лидија Мартин |          |

### Телевизија
| Улоге Холанд Роден |                          |               |                 |              |
| Година             | Српски назив             | Изворни назив | Улога           | Напомена     |
| 2007.              | Место злочина: Лас Вегас |               | Кира Делингер   | 1 епизода    |
| 2008.              | Изгубљени                |               | млада Емили Лок | 1 епизода    |
| 2008.              | Злочини из прошлости     |               | Миси Галаван    | 1 епизода    |
| 2009.              | Трава                    |               | радница         | 1 епизода    |
| 2009.              | Заједница                |               | девојка         | 1 епизода    |
| 2010.              | Злочиначки умови         |               | Ребека Данијелс | 1 епизода    |
| 2011—2017.         | Млади вукодлак           |               | Лидија Мартин   | главна улога |
| 2012.              | Увод у анатомију         |               | Гречен Шо       | 1 епизода    |